# Вінтерзінген
Вінтерзінген (нім. Wintersingen) — громада  в Швейцарії в кантоні Базель-Ланд, округ Зіссах.

## Географія
Громада розташована на відстані близько 70 км на північний схід від Берна, 7 км на схід від Лісталя.
Вінтерзінген має площу 7 км², з яких на 6,9% дозволяється будівництво (житлове та будівництво доріг), 57,9% використовуються в сільськогосподарських цілях, 34,7% зайнято лісами, 0,6% не є продуктивними (річки, льодовики або гори).

## Демографія
2019 року в громаді мешкало 607 осіб (-4,3% порівняно з 2010 роком), іноземців було 10%. Густота населення становила 87 осіб/км².
За віковим діапазоном населення розподілялося таким чином: 15% — особи молодші 20 років, 62,3% — особи у віці 20—64 років, 22,7% — особи у віці 65 років та старші. Було 270 помешкань (у середньому 2,2 особи в помешканні).
Із загальної кількості 180 працюючих 46 було зайнятих в первинному секторі, 26 — в обробній промисловості, 108 — в галузі послуг.